# دي دي تي (مجموعة موسيقية)
دي دي تي (بالروسية ДДТ) مجموعة موسيقية روسية لموسيقى الروك تأسست سنة 1980 بمدينة أوفا بجمهورية باشكورستان. قائد المجموعة وأشهر أعضائها منذ تأسيسها هو يوري شيفتشوك. تعتبر مجموعة دي دي تي من أشهر وأنجح مجموعات الروك الروسية على الإطلاق، حيث أنها قامت بعدة جولات عالمية. سميت المجموعة كناية بالمبيد الحشري ثنائي كلورو ثنائي فينيل ثلاثي كلورو الإيثان, المعروف اختصارا ب دي دي تي.

## روابط خارجية
- دي دي تي على موقع ميوزك برينز (الإنجليزية)
- دي دي تي على موقع أول ميوزيك (الإنجليزية)
- دي دي تي على موقع ديسكوغز (الإنجليزية)